# Paul L. Nolan
Paul L. Nolan (Filadelfia, 9 giugno 1954) è un attore statunitense.
Ha preso parte in alcuni film, soprattutto televisivi.
Al cinema, ha recitato in My One and Only con Renée Zellweger.